# Tradição oral

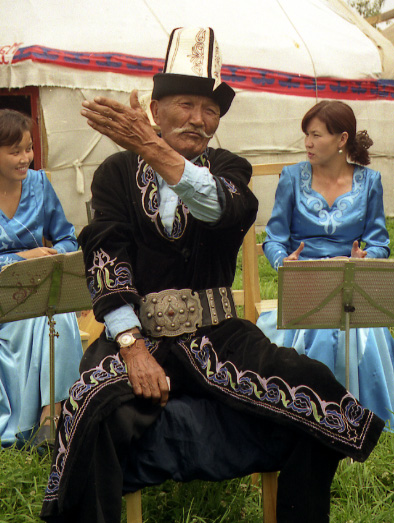
Um manaschi Quirguiz.

Tradição oral ou conhecimento oral é a cultura imaterial e tradição transmitida oralmente de uma geração para outra. As mensagens ou testemunhos são verbalmente transmitidas em discurso ou canção e podem tomar a forma, por exemplo, de contos, provérbios, canções ou cânticos. Desta forma, é possível que uma sociedade possa transmitir a história oral, literatura oral, a lei oral, e outros saberes entre as gerações, sem um sistema de escrita. Técnica iniciada antes do surgimento da escrita (3 000 a.C) quando as memórias auditiva e visual eram os únicos recursos de armazenamento e a transmissão do conhecimento entre gerações (linguagem).
Uma definição mais estreita de tradição oral é, por vezes apropriada. Sociólogos também podem enfatizar a exigência de que o material é realizado em comum por um grupo de pessoas, ao longo de várias gerações, e pode distinguir tradição oral do testemunho ou da história oral. Em um sentido geral, "tradição oral" refere-se à transmissão de material cultural através da emissão vocal, e foi por muito tempo considerado um descritor-chave do folclore (um critério não mais realizado rigidamente por todos os folcloristas). Como uma disciplina acadêmica, refere-se tanto a um conjunto de objetos de estudo e um método pelo qual eles são estudados — o método pode ser chamado variadamente de "teorias da tradição oral", "a teoria da composição oral-fórmula" e a "teoria de Parry-Lord" (em homenagem a dois dos seus fundadores). O estudo da tradição oral é diferente da disciplina acadêmica da história oral, que é a gravação de memórias pessoais e histórias de quem experimentou épocas ou eventos históricos. Ele também é distinta do estudo da oralidade, o que pode ser definido como o pensamento e a sua expressão verbal em sociedades onde as tecnologias de alfabetização (especialmente escrita e impressão) não estão familiarizados com a maioria da população.
Atualmente as Populações Tradicionais ou Comunidades Tradicionais continuam transmitindo de forma oral o conhecimento sócio-cultural-religioso. Por meio da contração de histórias e da prática cotidiana que ela mantém viva a sua tradição. Por isso, para os povos nativos é fundamental o respeito aos mais velhos, que geralmente são responsáveis por contar as histórias dos antepassados. De acordo com o Governo Federal do Brasil, a comunidade tradicional realiza práticas cotidianas de produção baseadas no desenvolvimento sustentável; a "Política Nacional de Desenvolvimento Sustentável dos Povos e Comunidades Tradicionais" (PNPCT) subordinada ao Ministério do Meio Ambiente do Brasil, determina as comunidade que são tradicionais: caboclo; caiçara; extrativista; indígena;  jangadeiro; pescador; quilombola; ribeirinho, e; seringueiro.

## Estudo da tradição oral
A oralidade é uma atitude diante da realidade e não a ausência de uma habilidade. As tradições desconcertam o historiador contemporâneo – imerso em tão grande número de evidências escritas, vendo-se obrigado, por isso, a desenvolver técnicas de leitura rápida – pelo simples fato de bastar à compreensão a repetição dos mesmos dados em diversas mensagens. As tradições requerem um retorno contínuo à fonte. Fu Kiau, do Zaire, diz, com razão que é ingenuidade ler um texto oral uma ou duas vezes e supor que já o compreendemos. Ele deve ser escutado, decorado, digerido internamente, como um poema, e cuidadosamente examinado para que se possam apreender seus muitos significados – ao menos no caso de se tratar de uma elocução importante. O historiador deve, portanto, aprender a trabalhar mais lentamente, refletir, para embrenhar-se numa representação coletiva, já que o corpus da tradição é a memória coletiva de uma sociedade que se explica a si mesma. Muitos estudiosos africanos, como Amadou Hampâté-Ba ou Boubou Hama muito eloquentemente têm expressado esse mesmo raciocínio. O historiador deve iniciar-se, primeiramente, nos modos de pensar da sociedade oral, antes de interpretar suas tradições.| 
Origina-se do primórdio dos tempos, quando ainda não havia a escrita e os materiais que pudessem manter e circular os registros históricos. Na atualidade, é própria das classes iletradas. A tradição oral tem sido, contudo, muito valorizada pelos eruditos que se dedicam ao seu estudo e compilação (os contos dos Irmãos Grimm, por exemplo), ao considerarem que é na tradição oral que se fundamenta a identidade cultural mais profunda de um povo. Supõe-se, por exemplo, que a Ilíada e a Odisseia de Homero foram, inicialmente, longos poemas recitados de memória. No romantismo, voltou-se a valorizar estes temas, como é visível, por exemplo, nas Lendas e Narrativas, de Alexandre Herculano, em Portugal. 
O folclore também é visto como fonte rica para a tradição oral. Se pensarmos nas inúmeras versões que existe dos contos, fábulas e lendas em todo mundo (por exemplo, o saci pererê, que é chamado de vários nomes), conclui-se o quanto a oralidade é importante na historicidade do ser humano e até mesmo antropologicamente.
A partir da expansão dos centros urbanos e a deslocação de pessoas do campo para as cidades grandes, a tradição oral ameaçou a se extinguir. Por isso, famosos escritores como Charles Perrault e os Irmãos Grimm dedicaram-se a publicar essas histórias, que, antes, eram contadas oralmente.

## Tradição oral na escrita da História
As escolas mais tradicionais, demonstraram por bastante tempo uma aversão a utilização de fontes orais na História acadêmica, apenas recentemente se vê uma abertura para esse tipo de fonte, amplamente utilizada no campo da antropologia, que pouco é criticada ao utilizar relatos de indivíduos, para compor o perfil daquele povo, por outro lado historiadores mais ortodoxos tendem a focar no aspecto subjetivo das memorias, argumentando que dependem totalmente de como cada indivíduo irá guardar aquelas informações. 

## Tradição oral nas sociedades africanas:
Nas sociedades africanas da região ocidental, especialmente entre os povos do Mali, Senegal, Guiné e Burkina Faso, os griôs (ou griottes, no caso das mulheres) ocupavam um papel essencial como guardiões da memória coletiva. Eles eram responsáveis por preservar e transmitir oralmente os acontecimentos importantes das comunidades, as genealogias, os ensinamentos morais, os mitos de origem e até mesmo os acordos políticos. Muitos eram treinados desde a infância dentro de suas famílias, pois a função era tradicionalmente hereditária. Ao longo dos anos, memorizavam uma enorme quantidade de informações sobre a história dos clãs, os feitos de reis e heróis, além de recitar provérbios e ensinar valores éticos por meio das narrativas. 
A tradição oral dos griôs era transmitida através de performances musicais, acompanhadas de instrumentos como o kora, um tipo de harpa africana. As histórias muitas vezes eram cantadas, e a entonação, o ritmo e a repetição desempenhavam um papel importante na memorização e na força emocional das narrativas. Mesmo após a colonização e a introdução da escrita europeia, os griôs continuaram sendo figuras centrais na vida cultural de muitas comunidades, reforçando o papel duradouro da oralidade como forma legítima e poderosa de conhecimento.  